# BMW・8シリーズ

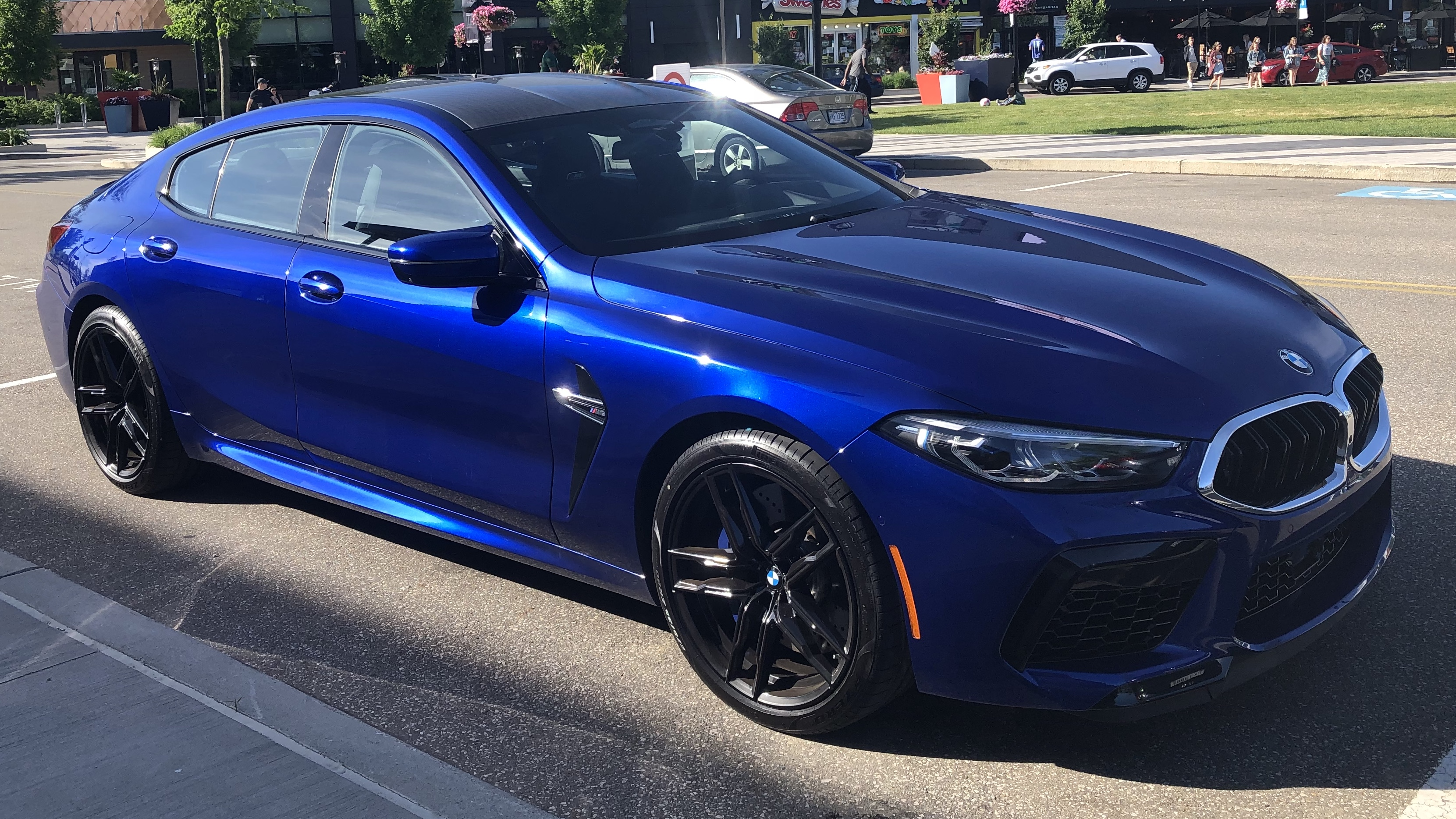
8シリーズ・グランクーペ

BMW 8シリーズはドイツの自動車メーカー・BMWが製造・販売している乗用車である。クーペまたはカブリオレのボディ形式を持つ。

## 初代（1990年 - 1999年）E31
E31は、ドイツの自動車メーカーBMWが生産したラグジュアリー・クーペモデルに付けられたコードネームである。
『世界一美しいクーペ』と評された6シリーズ（E24）の事実上の後継モデルであり、BMWのフラッグシップモデルとして、1989年のフランクフルトモーターショーで発表された。
M1以来のリトラクタブルヘッドライトが採用され、CSLを彷彿させるサイドビューをもつ。ボディはBピラーを持たないピラーレスハードトップであり、BMWの量産車としては初となるマルチリンクサスペンションをリヤに採用した。カブリオレの開発も進められていたが、コストパフォーマンスなどの面から市販化は実現しなかった。
当時、ワイドボディであるにもかかわらずゴルフバッグがトランクに積めないなど、日本人が好む価格に見合った価値を提供することができず、ライバルのメルセデス・ベンツ・SLクラスに対して販売面で大きく水をあけられた。
1999年3月、生産終了。販売台数は全世界で3万台であり、販売は不調であった。6シリーズの車重1,580kgに対して850iは車両重量1,850kgと重く、またV12エンジン搭載モデルで頻発したコンピュータの故障などあり、評価は芳しくないモデルであった。
2003年9月9日、フランクフルトモーターショーで8シリーズ（E31）の事実上の後継モデル、6シリーズ（E63）がおよそ14年ぶりの復活を遂げた。

### 日本での販売
- 1990年 - 850iを発売。
- 1994年 - 840Ci/850CSiを追加。
- 1994年 - 850iを廃止。
- 1996年 - 840Ciの価格を値下げ。
- 1996年 - 850CSiを廃止。
- 1996年 - 840Ciを廃止。
- 1996年 - 840Ci Mインディビデュアルを発売。
- 1999年 - 840Ci Mインディビデュアルを廃止。
- 1999年 - 840Ci リミテッド（最終仕様）を発売。

#### 850i
1990年に発売された最初のモデルである。
日本での価格は1,450万円。

#### 850CSi
BMW Mのラインで生産され、プロトタイプM8からコンセプトを引き継いだ。
サスペンションは硬めのセッティングとなり、車高も低くなった。ステアリングギア比も15％減少し、よりスパルタンな味付けがされた。前後バンパーは空力性能向上のために再設計された。また、アクティブ・リヤ・アクスル・キネマチックス（4輪操舵）が装備された。
日本での価格は1,680万円。

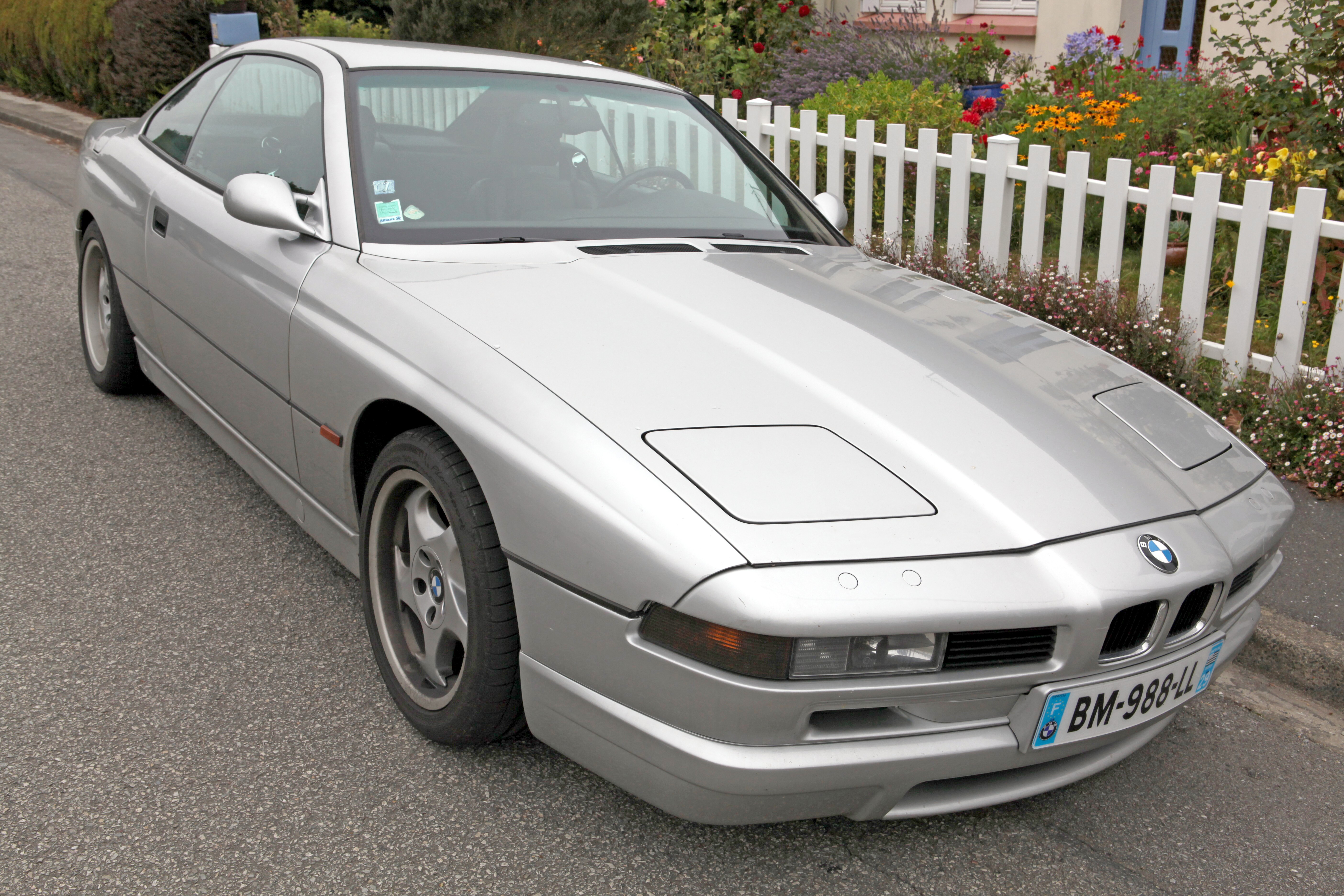
850CSi
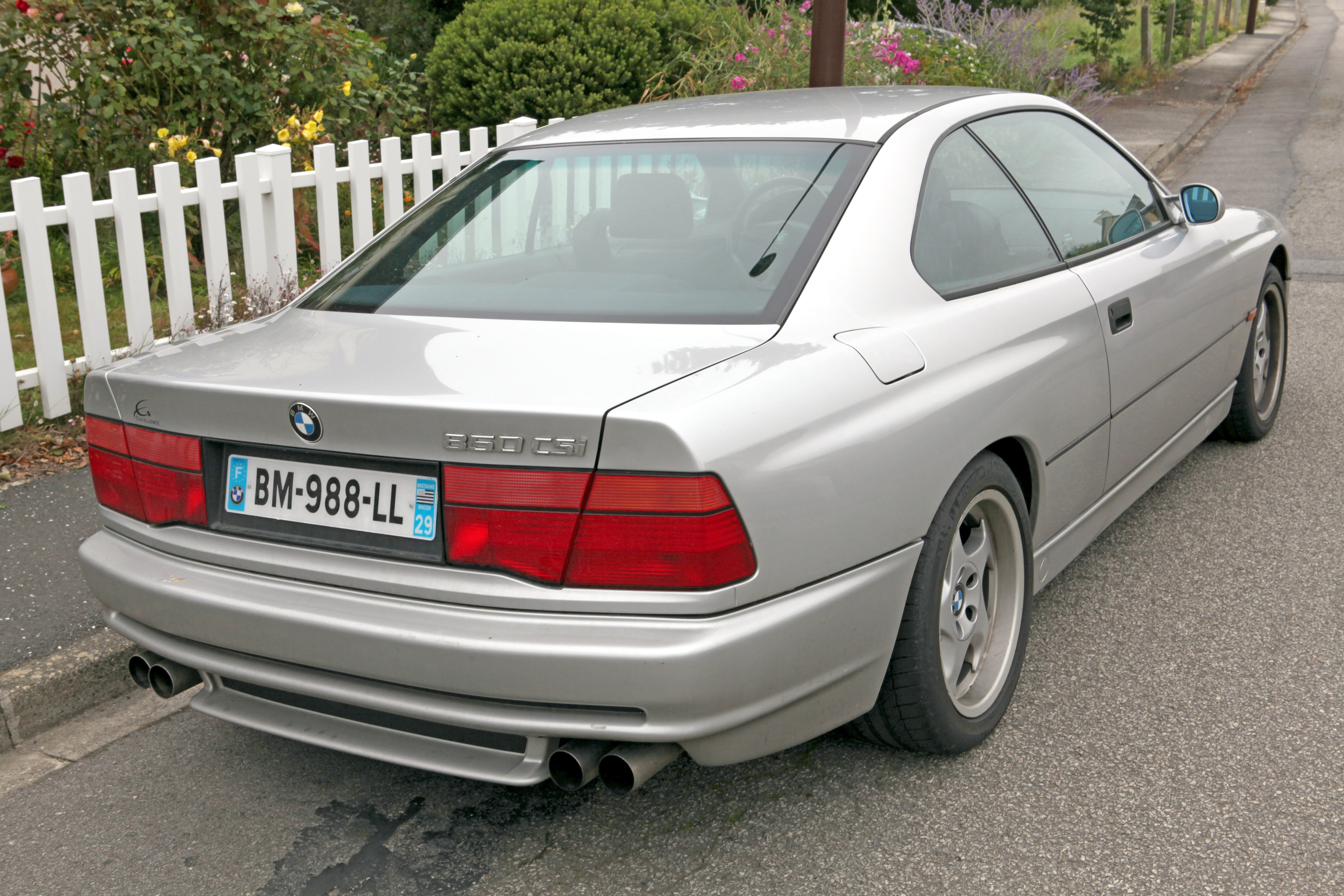
850CSi

#### 840Ci
840Ciと850iを区別するエンブレム以外のエクステリアはエキゾーストエンドで、840Ci（V8エンジン）はラウンドタイプであるが、850i（V12エンジン）はスクエアタイプである。
日本での価格は1,170万円（1996年2月以降は980万円）。

#### 840Ci Mインディビデュアル
840Ci Mインディビデュアルは、3種類のボディカラー（レッド/ブルー/シルバー）と専用（850CSi仕様）の内外装となる。
日本での価格は1,050万円。
| グレード                  | 製造年        | エンジン型式 | エンジン      | 排気量 | 最高出力/最大トルク | 変速機                  | ハンドル位置 | 駆動方式 |
| ------------------------- | ------------- | ------------ | ------------- | ------ | ------------------- | ----------------------- | ------------ | -------- |
| 850i                      | 1990年-1994年 | M70B50型     | V型12気筒SOHC | 5.0L   | 300ps/45.9kgm       | 4速AT                   | 左           | FR       |
| 850CSi                    | 1994年-1996年 | S70B56型     | V型12気筒SOHC | 5.6L   | 381ps/56.1kgm       | 6速MT                   | 左           | FR       |
| 840Ci                     | 1994年-1996年 | M60B40型     | V型8気筒DOHC  | 4.0L   | 286ps/40.8kgm       | 5速AT                   | 左           | FR       |
| 840Ci Mインディビデュアル | 1996年-1999年 | M62B44型     | V型8気筒DOHC  | 4.4L   | 286ps/42.8kgm       | ステップトロニック5速AT | 左           | FR       |

### プロトタイプモデル

#### 830i
最高出力218psの3.0L V8エンジン（M60B30型）を搭載していた。BMW博物館に1台が展示されている。

#### M8
最高出力558psの5.6L V12エンジン（S70/1型）を搭載。車両重量も1,492kgと軽量化が施されている。しかし、世界的な景気後退や環境問題の顕在化などにより量産には至らなかった。
その後、搭載されていたV12エンジンはデチューンの上で850CSiに搭載されたほか、他方ではゴードン・マレーの求めに応じてマクラーレン・F1に搭載された。
BMWカー・マガジン2010年2月号でM8のプロトタイプが存在することが明らかになり、2010年7月2日に初公開された。

## 第2世代（2018年 - ）G14/G15/G16/F91/F92/F93

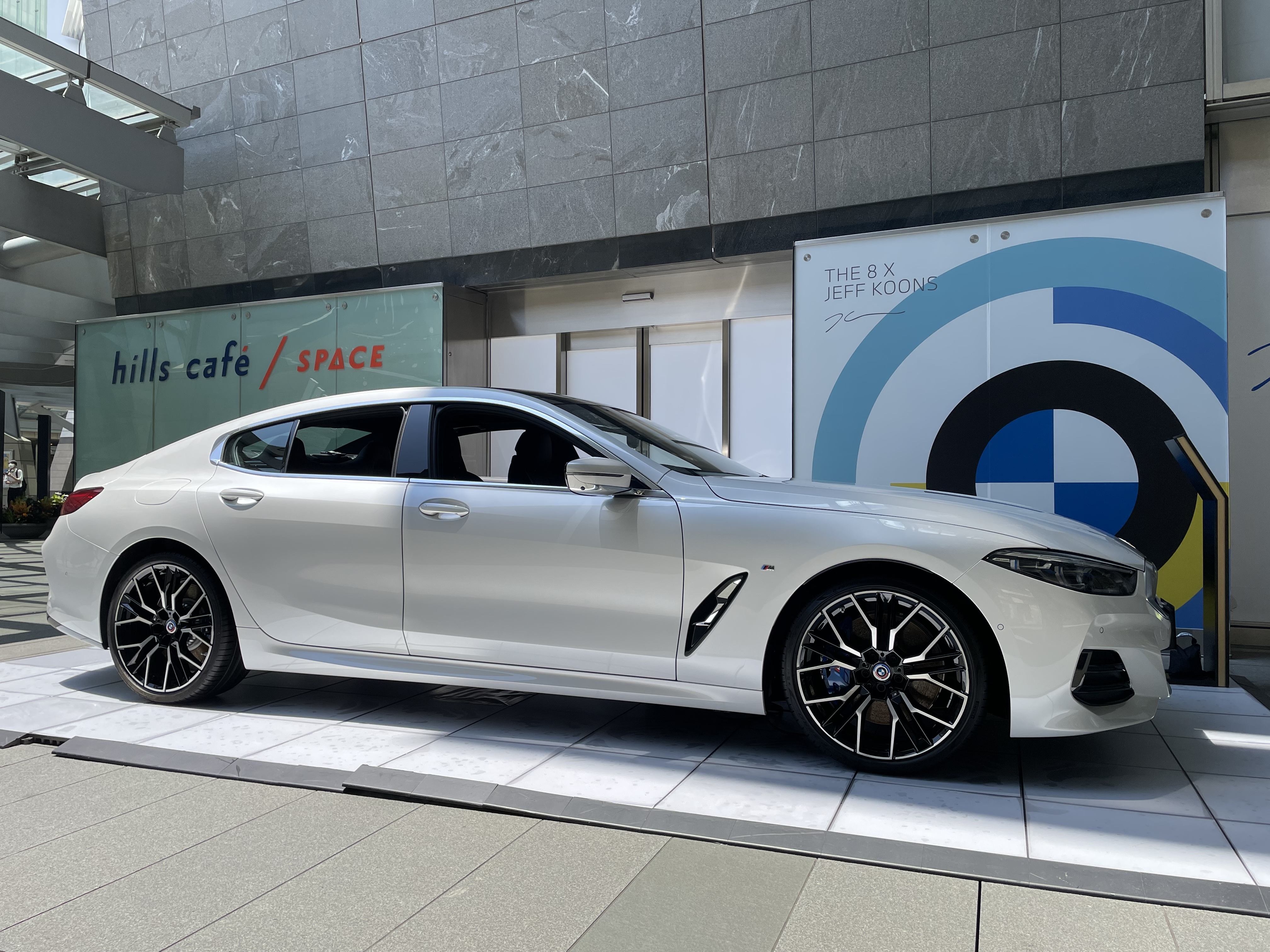
六本木ヒルズで撮影

2017年5月25日、コンコルソ・デレガンツァ・ヴィラデステでコンセプト8シリーズクーペが公開され、これをベースにして2018年11月に発売された。8シリーズという名称は、初代E31から19年ぶりの復活であったが、内容的には6シリーズ（F06/F12/F13）の後継車である。モデルコードは2ドアカブリオレがG14、2ドアクーペがG15、4ドアクーペ（グランクーペ）がG16。発売当初は全モデルが4WDだったが、のちほど840iおよび840dの後輪駆動版が追加された。2019年にはM8（F91/F92/F93）が追加された。
7シリーズ(G11)をベースにしているが、7シリーズセダンより派手でスポーツ性を高めたモデルとして開発されており、メルセデスAMG・GT 4ドアクーペやポルシェ・パナメーラの対抗車とされる。車幅は7シリーズと同じ1900mmであり、7シリーズ同様に炭素繊維技術を用いたボディ構造「カーボン・コア」を採用して車体の軽量化に努めている。搭載エンジンも7シリーズに準じるが、排気音は7シリーズよりも派手になるように設計されており、車内のスピーカーからも疑似排気音が再生されるシステムを装備している。疑似排気音はセンター画面より強弱を調節可能。エアサスは装備されず、通常の鋼製コイルスプリングサスペンションである。
カーボンファイバー製ルーフが約41万円でオプション設定された。トランクスペースはG世代の6シリーズと比較しても高さ方向が狭く小容量となったが、7シリーズと異なりトランクスルー機構を備える。シフトノブは職人の手作業制作によるクリスタル製が標準で装備される。5人乗りモデルがあるが後席中央は大人の乗車は困難であり、実質全グレード4人乗りである。
2018年3月6日、ジュネーヴモーターショーでコンセプトモデルとなるコンセプトM8グランクーペが公開された。
2018年6月15日、ル・マン24時間レースで8シリーズクーペが発表された。
2018年11月28日、ロサンゼルスモーターショーで8シリーズカブリオレが発表された。幌は15秒で開閉可能であり、時速50キロまでの速度域で操作可能であった。アルミニウム製ロールオーバーバーが追加され、フロア下面等への補強材の追加により、クーペより100kgの重量増加となった。
2019年6月19日、8シリーズグランクーペが発表された。グランクーペはリヤトレッドが20mm拡大され、ホイルベースは205mm延長され、3,025mmとなった。

### マイナーチェンジ
2022年1月26日、クーぺ/カブリオレ/グランクーペのマイナーチェンジがドイツで発表された。2022年3月から欧州で販売が開始された。M8にも同様の変更が盛り込まれた。マイナーチェンジは内外装の変更、インフォテインメント系の刷新が主な内容で、Mスポーツパッケージが標準装備となった。キドニーグリルは照明付きの新デザインとなり、フロントバンパー下部の空気取り入れ口はデザインが変更された。ヘッドライトは可変配光のアダプティブLEDヘッドライト、アダプティブコーナリングライト、防眩ハイビームアシスタントBMWセレクティブビーム、BMWレーザーライト（オプション）が採用された。ボディカラーには新たに、スカイスクレイパーグレーメタリック、サンレモグリーンメタリック、Mポルティマオブルーメタリック、BMWインディビジュアルフローズンタンザナイトブルーメタリックの4色が追加された。ガソリンエンジン車にはパワートレインの変更は無かったが、840dには48Vのマイルドハイブリッドシステムが導入された。内装面では、運転席に12.3インチコントロールディスプレイを使ったデジタルディスプレイネットワーク「BMWライブコックピットプロフェッショナル」が導入された。運転支援システムでは、ストップアンドゴー機能を備えたアクティブクルーズコントロール、信号機認識、自動速度制限アシスト、ステアリングとレーンガイダンスを含む「ドライビング アシスタント プロフェッショナル」がオプションで設定された。
同時にアメリカ人アーティスト、ジェフ・クーンズとのコラボレーション限定モデル「THE8 X JEFFKOONS」が2月17日に公開されることも公表された。この「THE8 X JEFFKOONS」は、850ixDriveグランクーぺを11色の多層仕上げでデザインしたモデルとなっている。

### 日本での販売
- 2018年11月9日 - M850i xDrive クーペが発売された[6]。
- 2019年
  - 2月19日 - M850i xDrive カブリオレが発売された[7]。
  - 5月20日 - クーペとカブリオレに840dが追加された[8]。価格は1,237万円～。
  - 10月25日 - グランクーペが発売された。価格は1,152万円～。
- 2020年4月24日 - クーペとカブリオレに840iが追加された[9]。価格は1,193万円～。
- 2022年3月22日 - 日本へもマイナーチェンジ後のモデルが導入された[10]。納車は2022年2四半期以降となった[10]。840iは全車後輪駆動で、840dは全車xドライブ（4輪駆動）[10]。最も廉価なモデルは840i クーペ Mスポーツの1228万円。M850iの日本での価格は2024年3月14日時点で1,838万円である。
- 2024年
  - 6月 - BMW 840i クーペ Exclusive M Sport、BMW M850i xDrive クーペの生産が終了した[11]。日本市場での「8シリーズ」の販売も同月に終了[11]。なお、世界市場での販売は引き続き継続されている。
  - 9月25日 - 生産終了を記念した特別仕様車「The Final Edition」が販売された[11]。「M850i xDrive」がベースとなっており、クーペ、カブリオレ、グランクーペの各8台限定で予約開始された[11]。本来オプションの装備品である、Mカーボン・ファイバー・トリム、Bowers&Wilkinsダイヤモンド・サラウンド・サウンド・システム、Mアルカンターラ・ルーフ・ライニング、サンプロテクション・ガラス、ヒート・コンフォート・パッケージが標準装備として搭載され、「The Final Edition」と記載されたバッチがセンターコンソールに装着される[11]。価格は1888-1968万円[11]。

| グレード                  | 発売       | エンジン型式 | エンジン                      | 排気量  | 最高出力/最大トルク | 変速機 | ハンドル位置 | ドア数 | 駆動方式 |
| ------------------------- | ---------- | ------------ | ----------------------------- | ------- | ------------------- | ------ | ------------ | ------ | -------- |
| M850i xDrive クーペ       | 2018年11月 | N63B44D型    | V型8気筒DOHCツインターボ      | 4,394cc | 530ps/76.5kgm       | 8速AT  | 左/右        | 2      | 4WD      |
| 840d xDrive クーペ        | 2019年5月  | B57D30B型    | 直列6気筒DOHCディーゼルターボ | 2,992cc | 320ps/69.3kgm       | 8速AT  | 右           | 2      | 4WD      |
| 840i クーペ               | 2020年4月  | B58B30C型    | 直列6気筒DOHCターボ           | 2,997cc | 340ps/51.0kgm       | 8速AT  | 右           | 2      | FR       |
| M850i xDrive カブリオレ   | 2019年2月  | N63B44D型    | V型8気筒DOHCツインターボ      | 4,394cc | 530ps/76.5kgm       | 8速AT  | 右           | 2      | 4WD      |
| 840d xDrive カブリオレ    | 2019年5月  | B57D30B型    | 直列6気筒DOHCディーゼルターボ | 2,992cc | 320ps/69.3kgm       | 8速AT  | 右           | 2      | 4WD      |
| 840i カブリオレ           | 2020年4月  | B58B30C型    | 直列6気筒DOHCターボ           | 2,997cc | 340ps/51.0kgm       | 8速AT  | 右           | 2      | FR       |
| M850i xDrive グランクーペ | 2019年10月 | N63B44D型    | V型8気筒DOHCツインターボ      | 4,394cc | 530ps/76.5kgm       | 8速AT  | 左/右        | 4      | 4WD      |
| 840d xDrive グランクーペ  | 2019年10月 | B57D30B型    | 直列6気筒DOHCディーゼルターボ | 2,992cc | 320ps/69.3kgm       | 8速AT  | 右           | 4      | 4WD      |
| 840i グランクーペ         | 2019年10月 | B58B30C型    | 直列6気筒DOHCターボ           | 2,997cc | 340ps/51.0kgm       | 8速AT  | 右           | 4      | FR       |

#### M8
BMW Mがチューニングした高性能スポーツモデル。「M8」の読み方は「エムエイト」である。
2019年6月25日、M8 クーペが発売された。このモデルは、ベース車とは別のコードネーム「F92」が与えられる。最高出力625psの「M8 クーペ コンペティション」も用意される。価格は2,230万円から。M8グランクーペの量産シリーズの最初の8台はコンセプト車と同じカラーリングでスタイリングされ、M8グランクーペファーストエディションとして販売された。
2019年7月24日、M8 カブリオレが発売された。このモデルは別のコードネームF91が与えられる。最高出力625psの「M8 カブリオレ コンペティション」も用意される。価格は2,338万円から。
2020年1月28日、M8 グランクーペが発売された。このモデルは別のコードネームF93が与えられる。最高出力625psの「M8 グランクーペ コンペティション」も用意される。価格は2,194万円から。
2024年6月、「8シリーズ」の生産終了にともない、M8も生産終了した。
2024年9月25日、「M8 Competition M xDrive」の生産終了を記念した限定車「ザ・ファイナル・エディション 1 of 8」が販売開始された。8シリーズの「The Final Edition」に準じた装備内容で、オプション装備品である、Mカーボン・ファイバー・トリム、カーボン・エクステリア・パッケージ、Mドライバーズ・パッケージ、Bowers&Wilkinsダイヤモンド・サラウンド・サウンド・システム、サンプロテクション・ガラス、ヒート・コンフォート・パッケージ、専用ホイールが標準装備とされ、「The Final Edition - 1 of 8」と書かれたバッジがセンター・コンソールに装着される。用意されるのは、2ドアクーペの「M8 Competition M xDrive Coupe The Final Edition - 1 of 8」が4台、カブリオレの「M8 Competition M xDrive Cabriolet The Final Edition - 1 of 8」が2台、4ドアクーペの「M8 Competition M xDrive Gran Coupe The Final Edition - 1 of 8」が2台で、価格は2ドアクーぺが2748万8888円、カブリオレが2798万8888円、グランクーペが2718万8888円であった。

#### アルピナ
8シリーズ・グランクーペをベースにした「ALPINA B8」が2021年に発売されている。

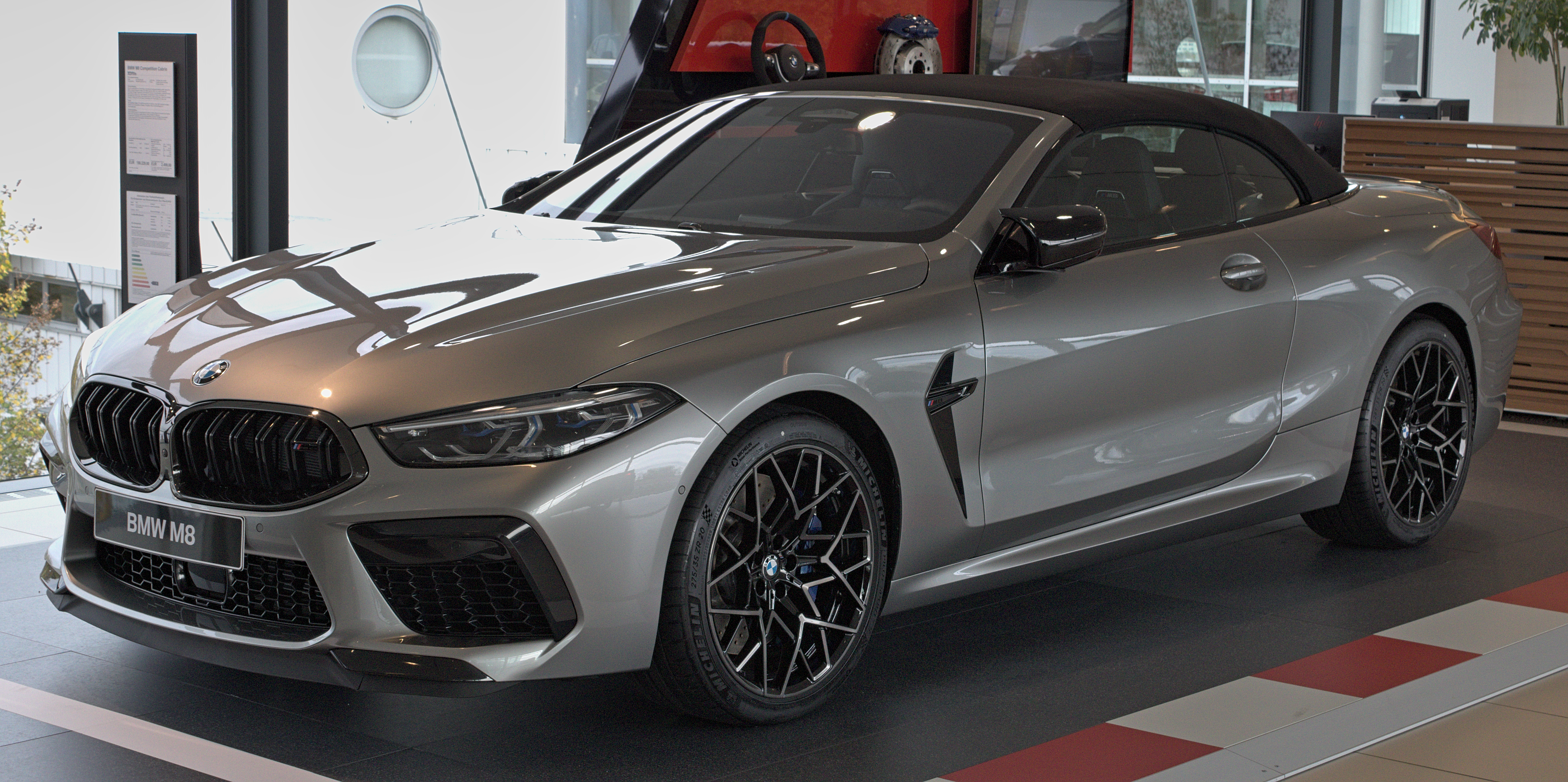
カブリオレ（F91）
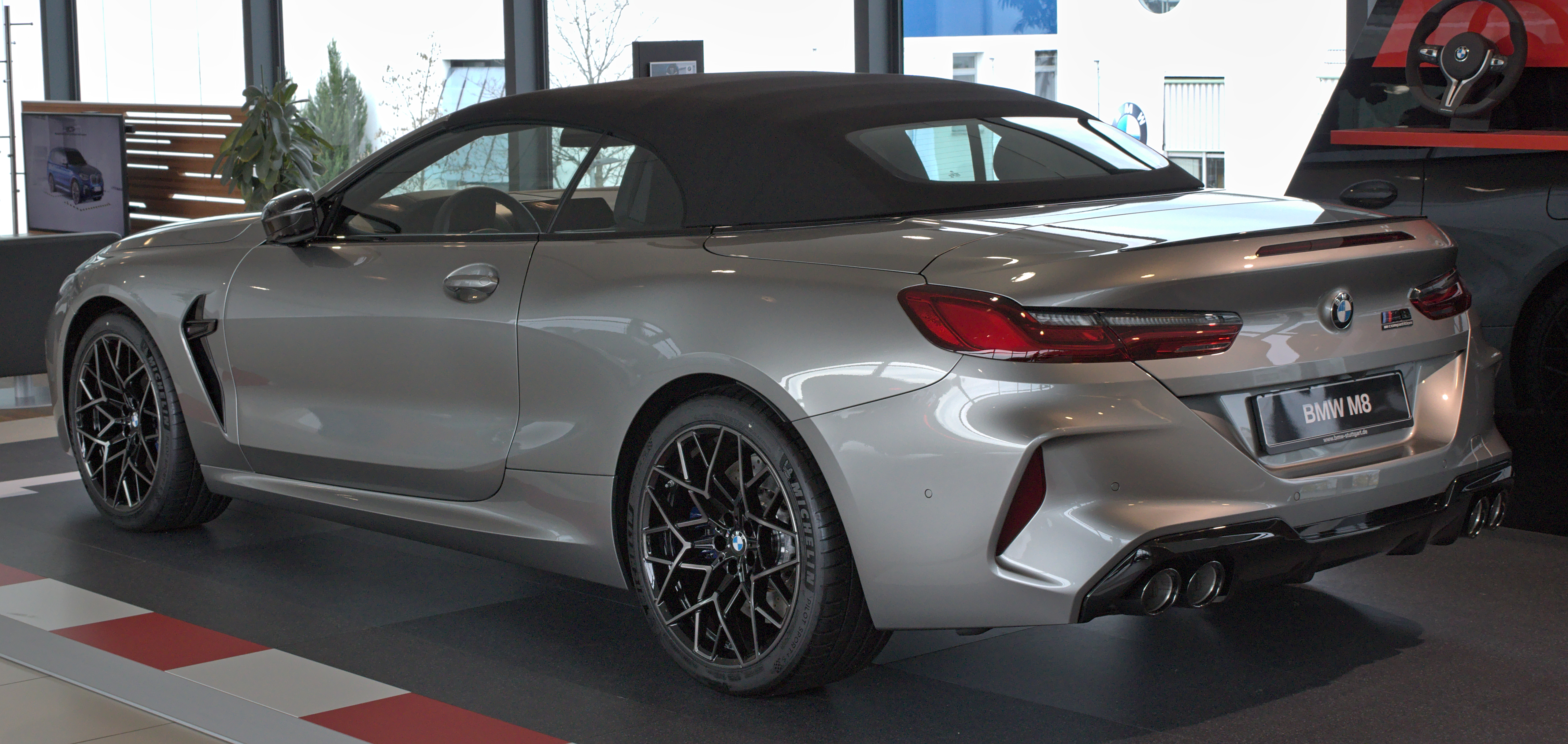
カブリオレ（F91）

| グレード                         | 発売      | エンジン型式 | エンジン                 | 排気量  | 最高出力/最大トルク | 変速機 | ハンドル位置 | ドア数 | 駆動方式 |
| -------------------------------- | --------- | ------------ | ------------------------ | ------- | ------------------- | ------ | ------------ | ------ | -------- |
| M8 クーペ                        | 2019年6月 | S63B44B型    | V型8気筒DOHCツインターボ | 4,394cc | 600ps/76.5kgm       | 8速AT  | 左/右        | 2      | 4WD      |
| M8 クーペ コンペティション       | 2019年6月 | S63B44B型    | V型8気筒DOHCツインターボ | 4,394cc | 625ps/76.5kgm       | 8速AT  | 左/右        | 2      | 4WD      |
| M8 カブリオレ                    | 2019年7月 | S63B44B型    | V型8気筒DOHCツインターボ | 4,394cc | 600ps/76.5kgm       | 8速AT  | 左/右        | 2      | 4WD      |
| M8 カブリオレ コンペティション   | 2019年7月 | S63B44B型    | V型8気筒DOHCツインターボ | 4,394cc | 625ps/76.5kgm       | 8速AT  | 左/右        | 2      | 4WD      |
| M8 グランクーペ                  | 2020年1月 | S63B44B型    | V型8気筒DOHCツインターボ | 4,394cc | 600ps/76.5kgm       | 8速AT  | 左/右        | 4      | 4WD      |
| M8 グランクーペ コンペティション | 2020年1月 | S63B44B型    | V型8気筒DOHCツインターボ | 4,394cc | 625ps/76.5kgm       | 8速AT  | 左/右        | 4      | 4WD      |

- カブリオレ（F91）
- カブリオレ（F91）